# Nyckelvikens naturvårdsområde
Nyckelviken är ett naturvårdsområde (sedan 1998 likställt med naturreservat) vid Saltsjöns strand inom kommundelen Sicklaön i Nacka kommun, Stockholms län. Det bildades 1992 och omfattar 171 hektar
Området omfattar kulturlandskapet runt herrgården Stora Nyckelviken. Området avgränsas i väster av Jarlaberg och Bergs oljehamn, i söder av Värmdöleden och i öster av Skuru. Reservatet rymmer ett varierande och kuperat kulturlandskap med skog, park, ängar och klippor. Naturreservatet ägs av Nacka kommun.

## Kulturlandskap
I centrum av reservatet finns herrgården Stora Nyckelviken som uppfördes på 1740-talet som sommarnöje åt Herman Petersén, direktör i Ostindiska kompaniet. På 1760-talet byggdes den så kallade biljardflygel av den nya ägaren, Frankrikes ambassadör Louis Auguste le Tonellier de Breteuil. I anslutning till herrgården finns också två rödmålade flygelbyggnader, ett åttakantigt lusthus, trädgård, stall, och en ladugård som alla inramas av en park. I en av flyglarna finns Nacka hembygdsmuseum.
Vid Saltsjöns strand ligger en liten 1700-talsfastighet kallad Lilla Nyckelviken.
Det bedrivs ett visningsjordbruk på Nyckelviken med djur och ett växthus och ängsmarken används som bete för gårdens djur.

### Bilder

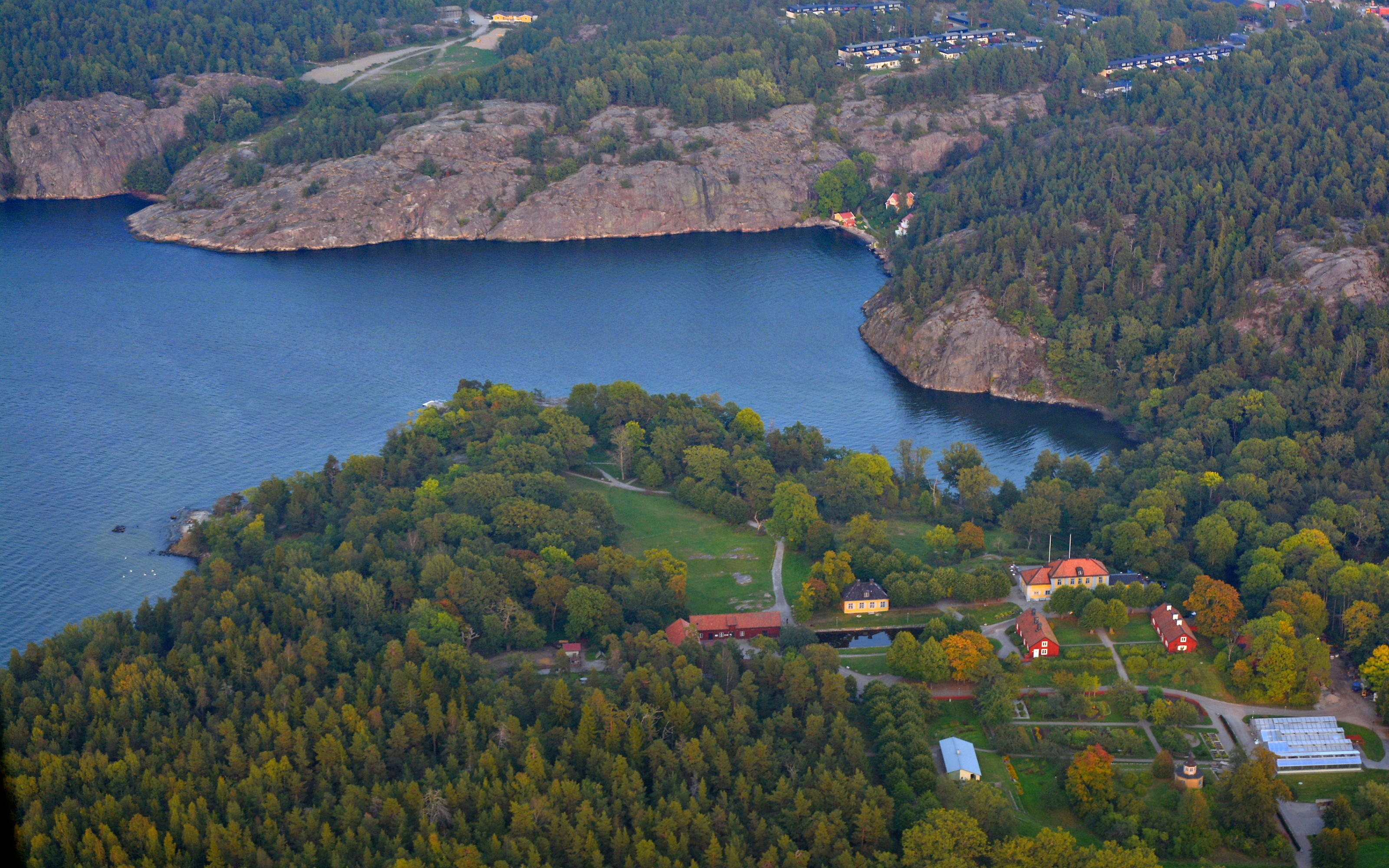
Nyckelviken med herrgården Stora Nyckelviken i förgrunden
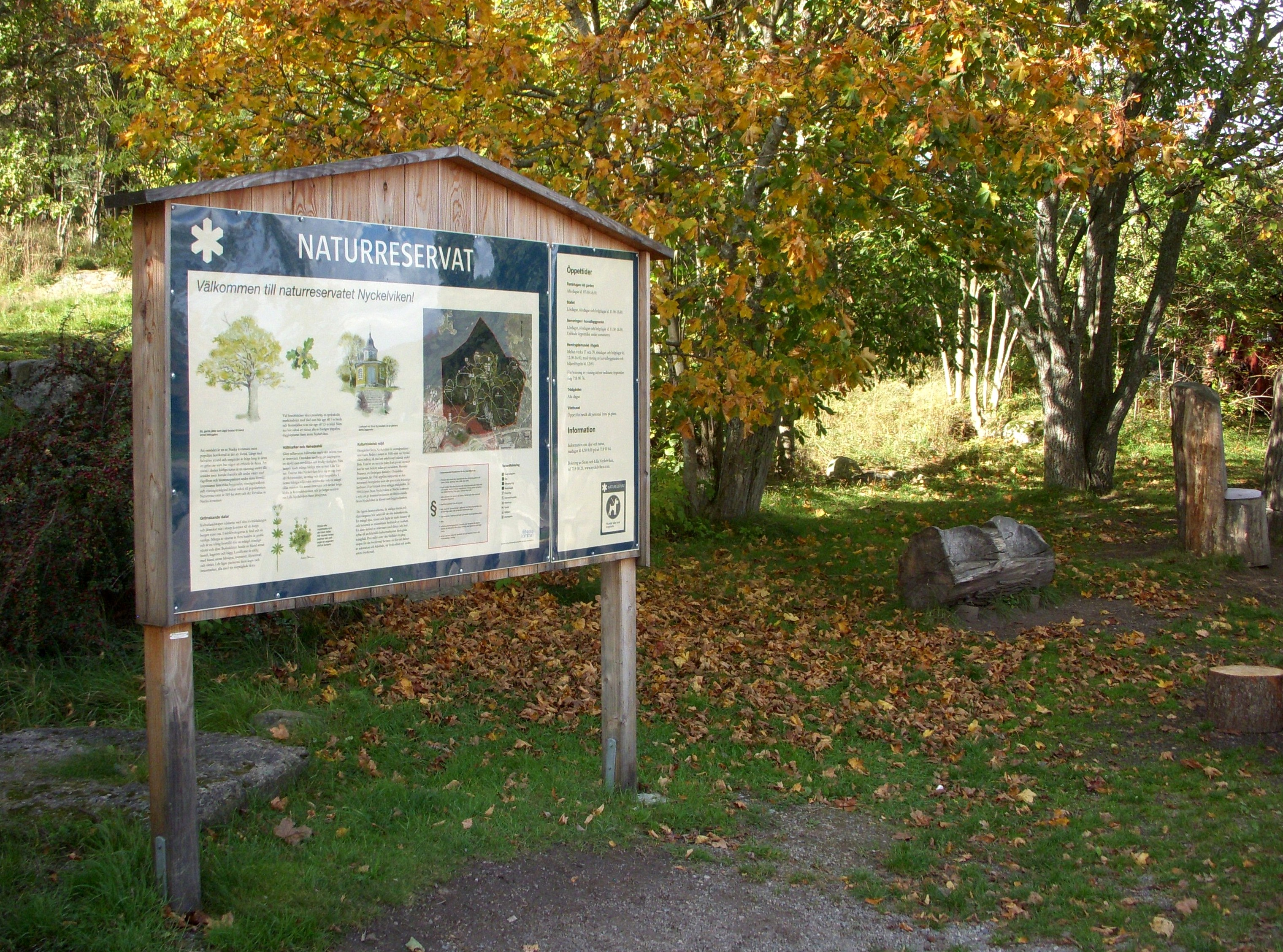
Reservatsskylt
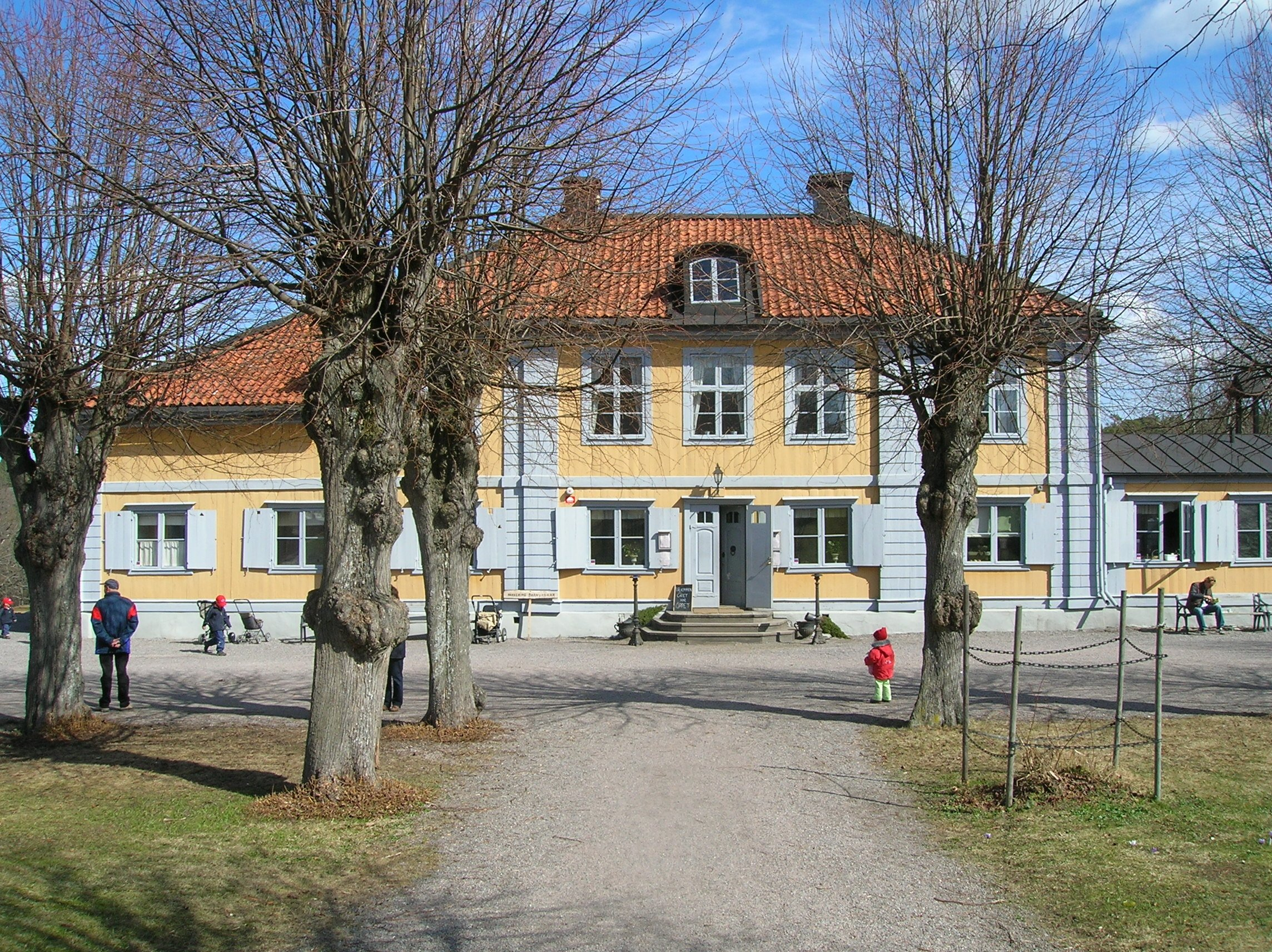
Stora Nyckelviken
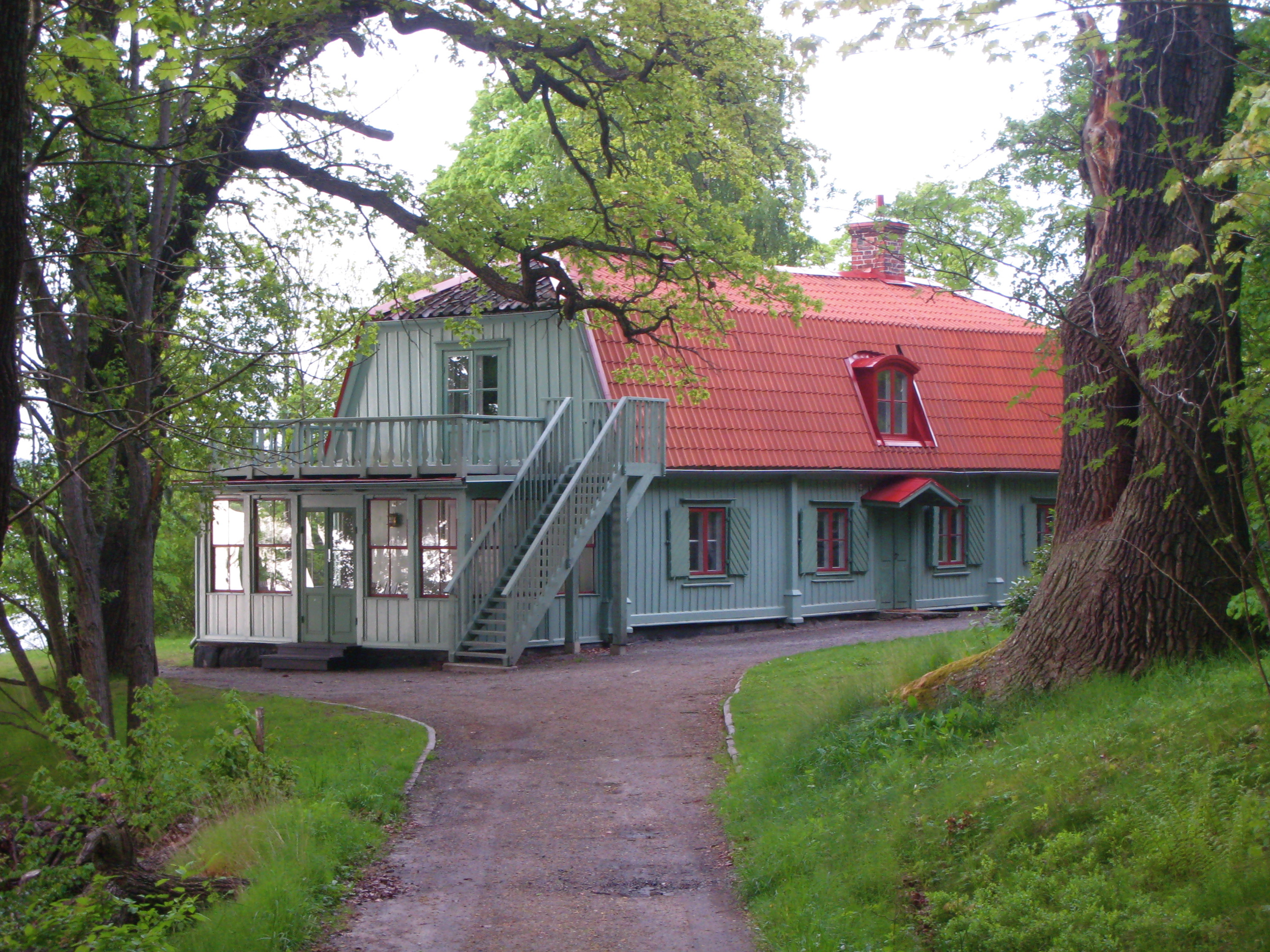
Lilla Nyckelviken
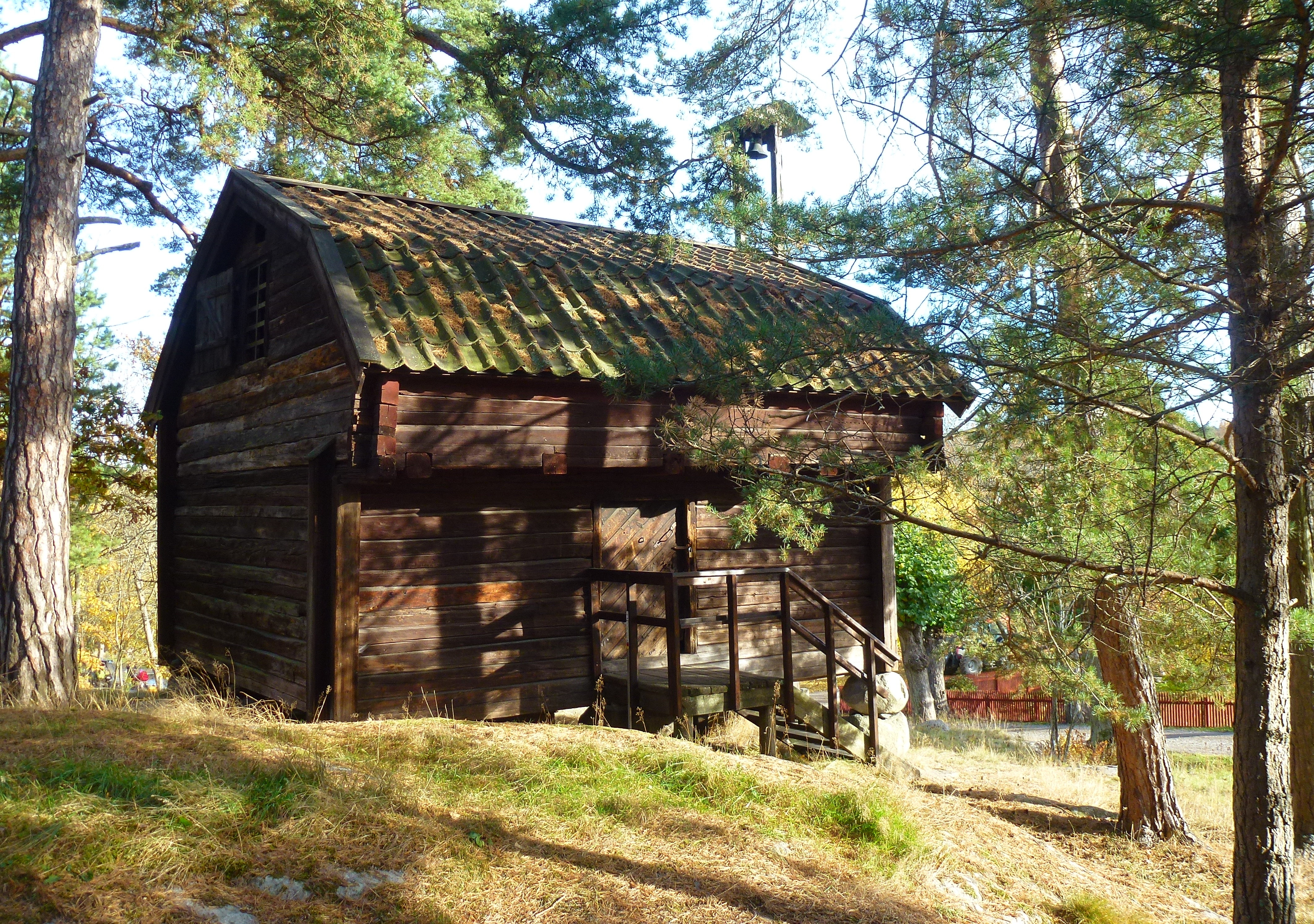
Stora Nyckelviken, förrådsbod

## Natur
Området kring Stora Nyckelviken är sedan 1993 ett naturreservat. Reservatet är 134 hektar stort och sträcker sig ned till Saltsjön. Miljön är varierad med öppna ängar, parklandskap, trädgårdar och skog. Den långa strandlinjen erbjuder en vidsträckt utsikt mot Stockholms inlopp och Djurgården, Lidingö och Fjäderholmarna.
Bland annat finns ett flertal gamla ekar i området där kattugglor och skogsduvor och andra hålhäckande fåglar har sina bon. Bevarandet av träden är viktiga för överlevnaden för de mossor, fåglar, däggdjur, lavar och insekter som finns i området. Bland växterna finns ett stort bestånd av pestskråp som används som medicinalväxt sedan medeltiden. På ängarna kan exempel av den fridlysta orkidén Adam och Eva påträffas.
Nyckelviken är egentligen namnet på den vik av Saltsjön som tränger in mot herrgården från nordöst. I viken finns inte mindre än sju skeppsvrak noterade i Riksantikvarieämbetets fornminnesregister. Vid vikens östra strand ligger Fredriksvik som omfattar några hus som är inklämda mellan höga berg och Saltsjön i reservatets nordöstra hörn. Enda gångvägen till Fredriksvik går igenom den fuktdrypande och ormbunksrika sprickdalen Helveteshålet. I reservatets nordvästra del ligger Rosendalsravinen som kantas av ädellövskog. Längs ravinen rinner en liten rännil som mynnar i Saltsjön. I området finns också en skogstjärn och Trefaldighetskällan, som finns med på en karta från 1782.

### Bilder

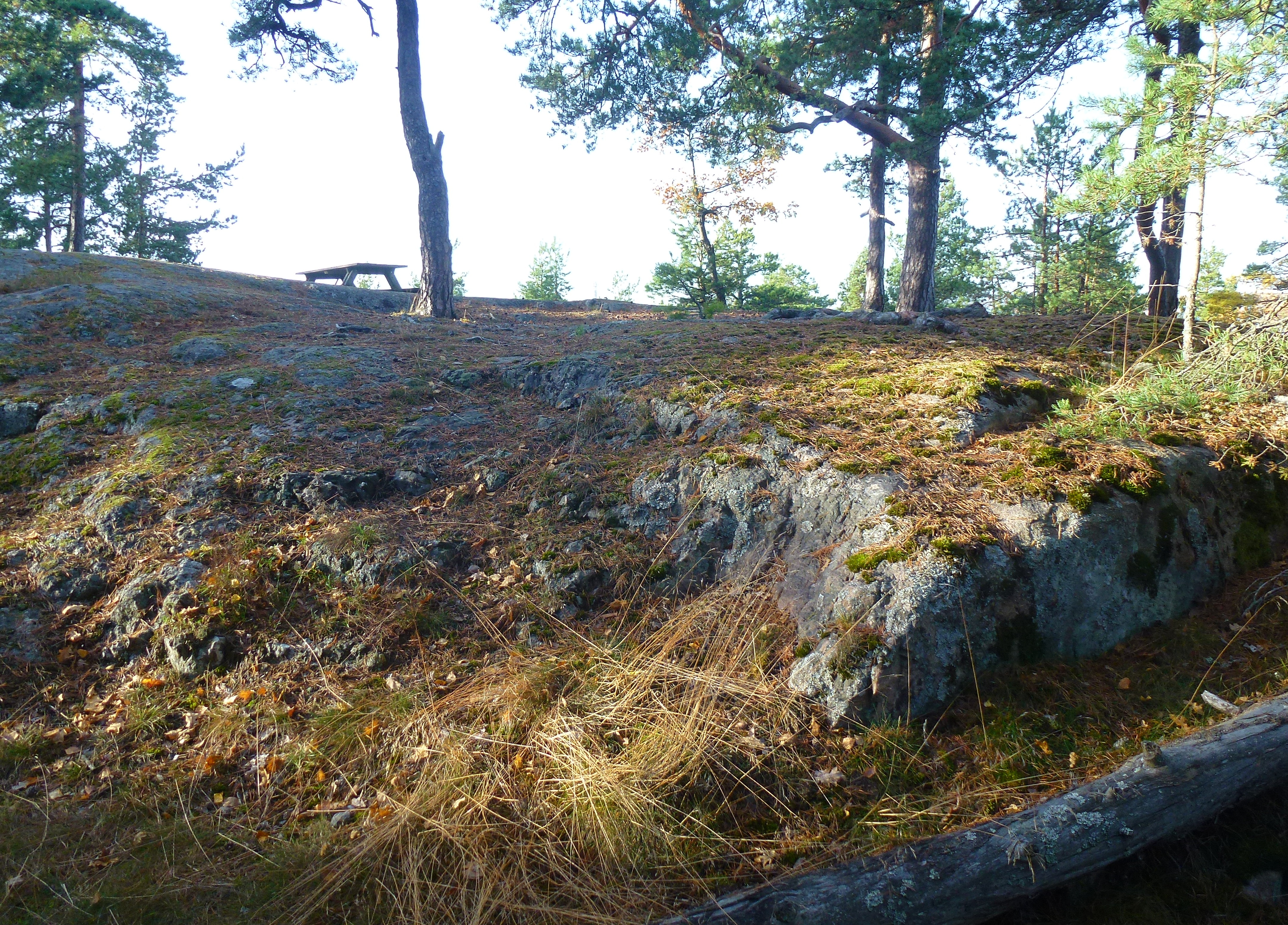
Kulbereget
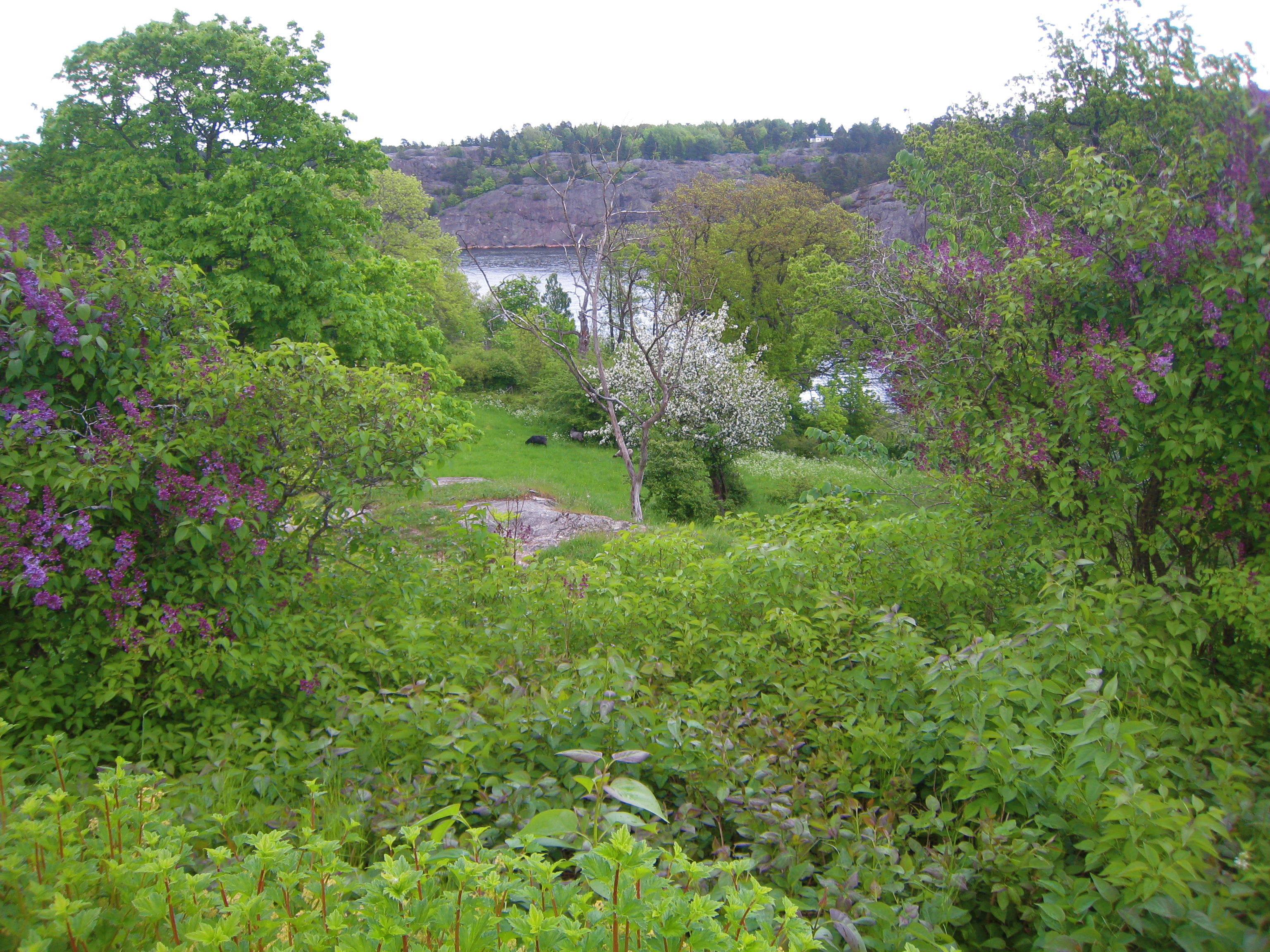
Vy från Stora Nyckelvikens terrass
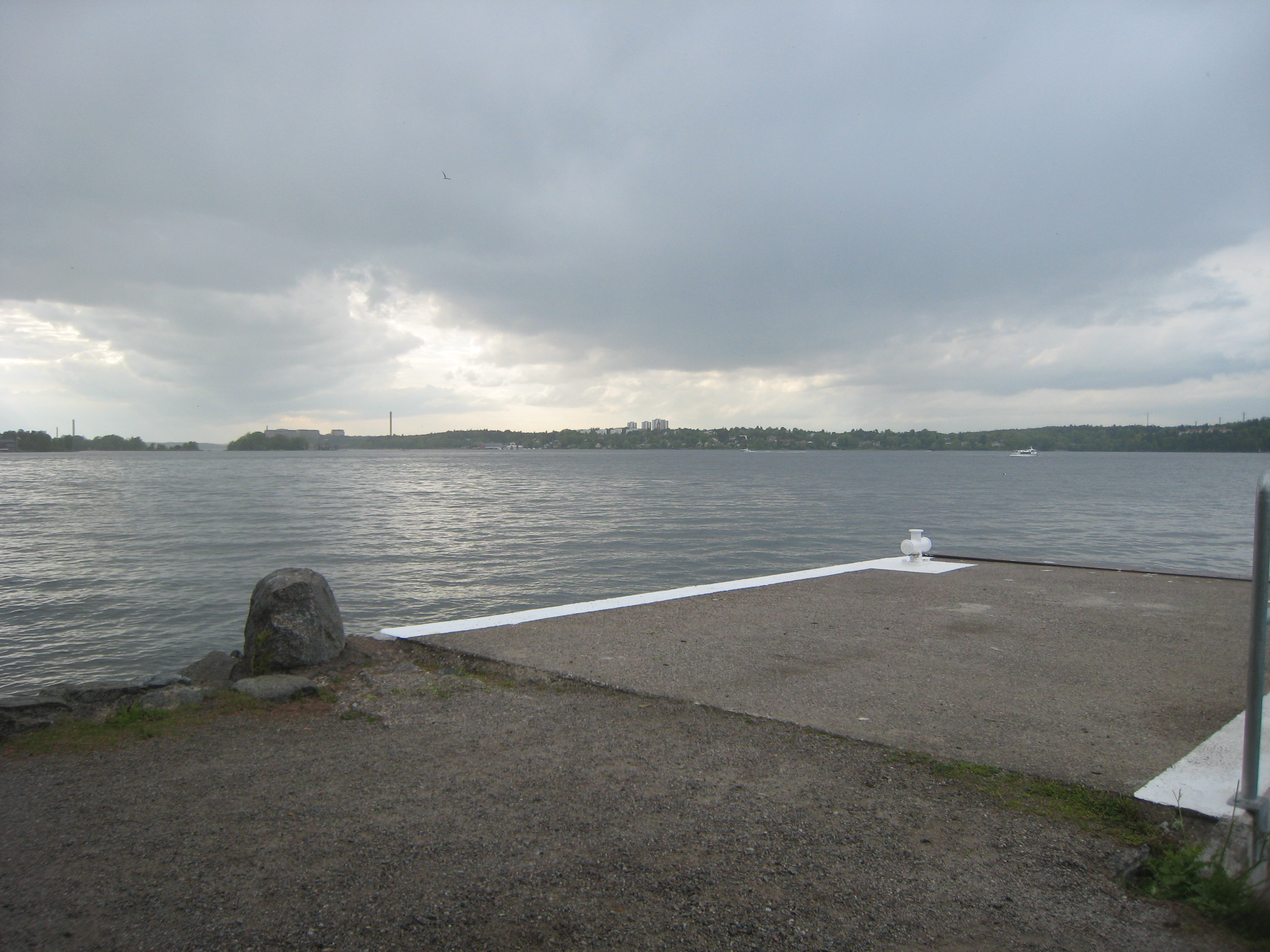
Vy från Nyckelvikens ångbåtsbrygga mot Fjäderholmarna och Lidingö
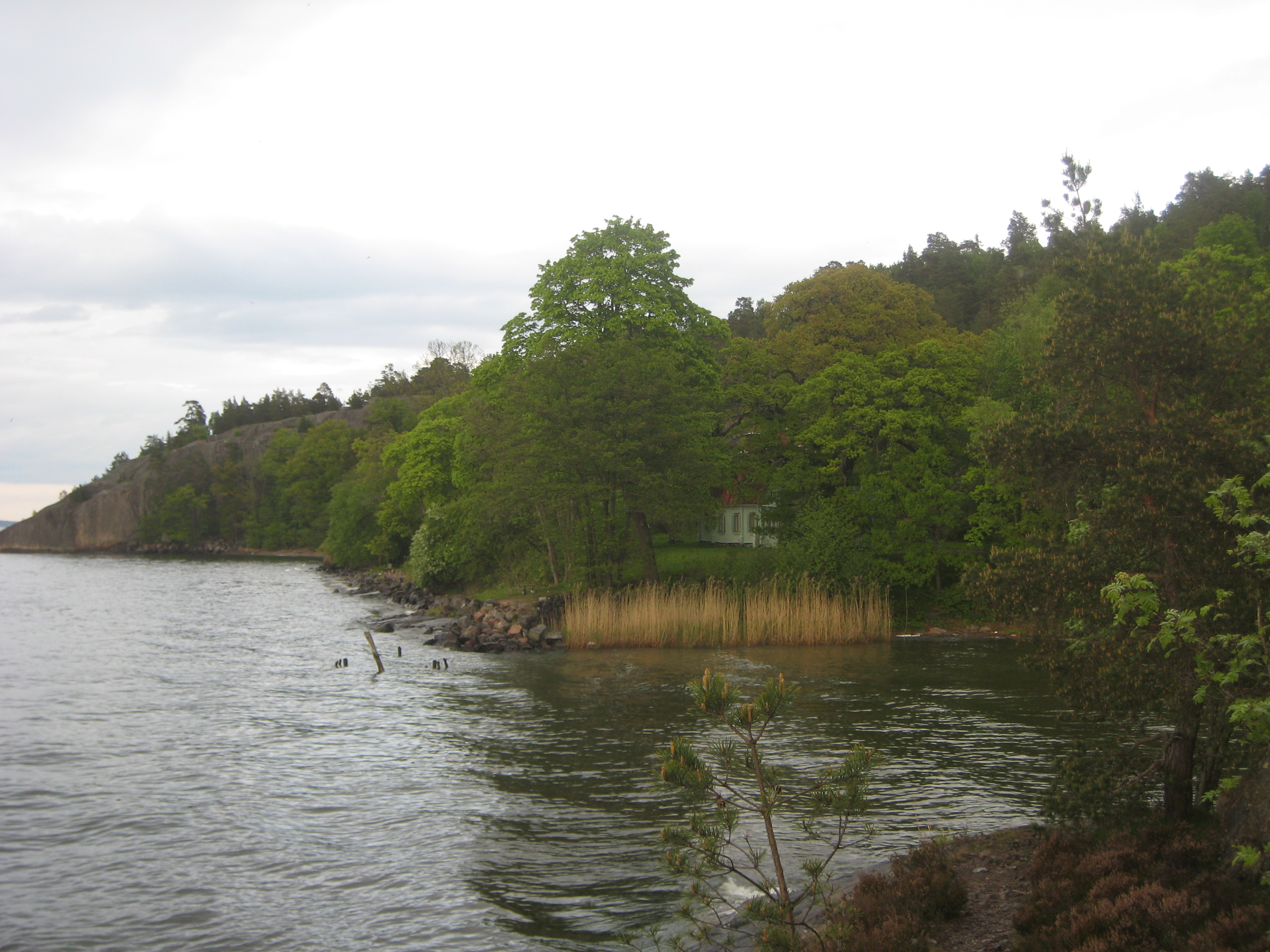
Strandlinjen vid Lilla Nyckelviken
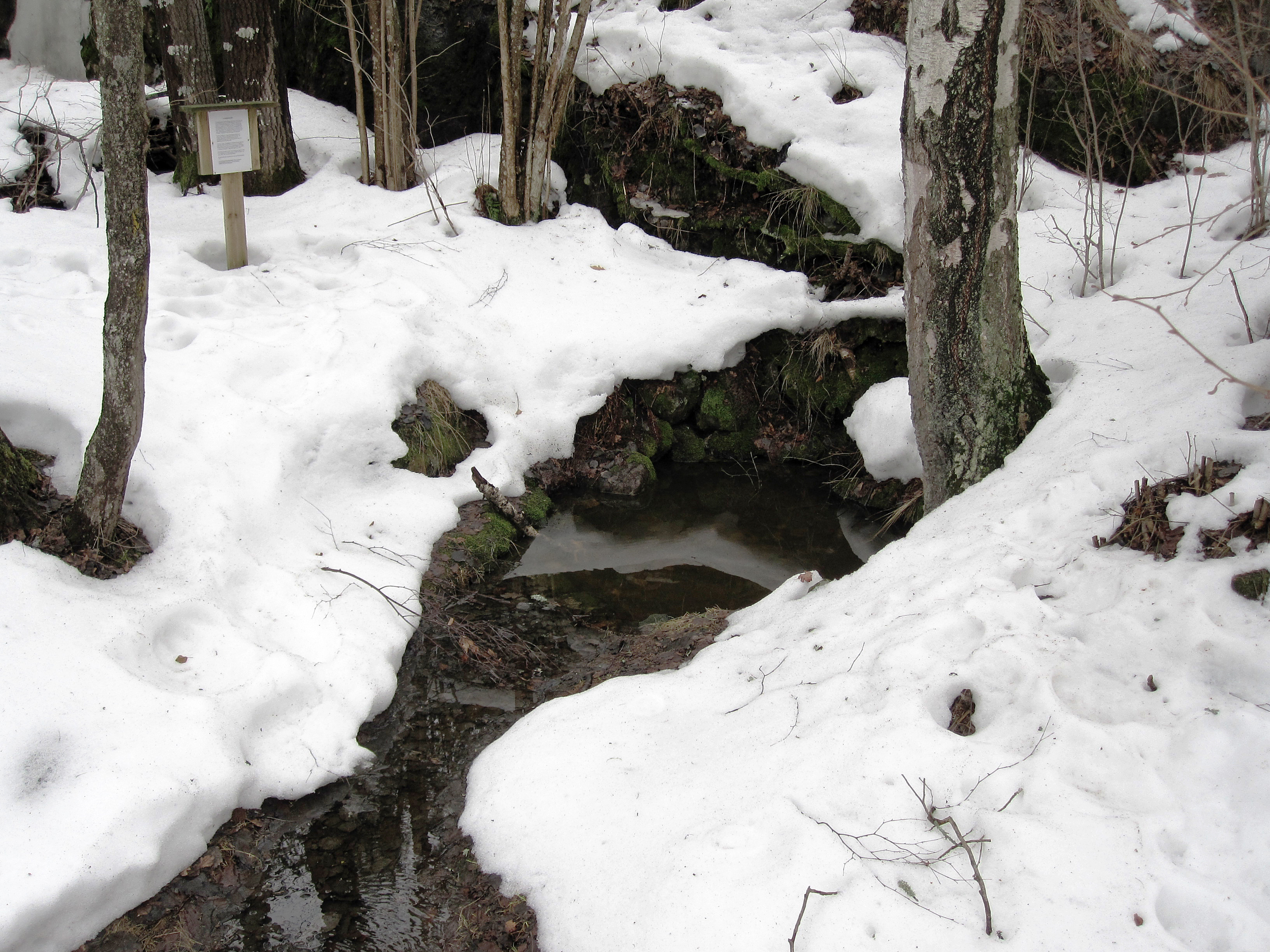
Trefaldighetskällan